# Saeed Murjan
Saeed Hassan Murjan (Irbid, 10 febbraio 1990) è un calciatore giordano centrocampista del Duqara Club e della nazionale giordana.

## Carriera

### Club
Ha giocato nel campionato giordano e degli Emirati Arabi.

### Nazionale
Ha esordito in nazionale nel 2009.

## Statistiche

### Cronologia presenze e reti in nazionale
| Cronologia completa delle presenze e delle reti in nazionale ― Giordania | Cronologia completa delle presenze e delle reti in nazionale ― Giordania | Cronologia completa delle presenze e delle reti in nazionale ― Giordania | Cronologia completa delle presenze e delle reti in nazionale ― Giordania | Cronologia completa delle presenze e delle reti in nazionale ― Giordania | Cronologia completa delle presenze e delle reti in nazionale ― Giordania | Cronologia completa delle presenze e delle reti in nazionale ― Giordania | Cronologia completa delle presenze e delle reti in nazionale ― Giordania |
| Data                                                                     | Città                                                                    | In casa                                                                  | Risultato                                                                | Ospiti                                                                   | Competizione                                                             | Reti                                                                     | Note                                                                     |
| ------------------------------------------------------------------------ | ------------------------------------------------------------------------ | ------------------------------------------------------------------------ | ------------------------------------------------------------------------ | ------------------------------------------------------------------------ | ------------------------------------------------------------------------ | ------------------------------------------------------------------------ | ------------------------------------------------------------------------ |
| 15-10-2018                                                               | Fiume                                                                    | Croazia                                                                  | 2 – 1                                                                    | Giordania                                                                | Amichevole                                                               | -                                                                        | 64’                                                                      |
| 20-11-2018                                                               | Amman                                                                    | Giordania                                                                | 1 – 1                                                                    | Arabia Saudita                                                           | Amichevole                                                               | -                                                                        | 77’                                                                      |
| 06-01-2019                                                               | al-'Ayn                                                                  | Australia                                                                | 0 – 1                                                                    | Giordania                                                                | Coppa d'Asia 2019 - 1º turno                                             | -                                                                        | 90’                                                                      |
| 10-01-2019                                                               | al-'Ayn                                                                  | Giordania                                                                | 2 – 0                                                                    | Siria                                                                    | Coppa d'Asia 2019 - 1º turno                                             | -                                                                        |                                                                          |
| 15-01-2019                                                               | Abu Dhabi                                                                | Palestina                                                                | 0 – 0                                                                    | Giordania                                                                | Coppa d'Asia 2019 - 1º turno                                             | -                                                                        | 25’ 63’                                                                  |
| 20-01-2019                                                               | Dubai                                                                    | Giordania                                                                | 1 – 1 dts (2-4 dtr)                                                      | Vietnam                                                                  | Coppa d'Asia 2019 - Ottavi di finale                                     | -                                                                        | 71’                                                                      |
| 07-06-2019                                                               | Trnava                                                                   | Slovacchia                                                               | 5 – 1                                                                    | Giordania                                                                | Amichevole                                                               | -                                                                        |                                                                          |
| 04-08-2019                                                               | Arbil                                                                    | Giordania                                                                | 0 – 1                                                                    | Bahrein                                                                  | WAFF Championship 2019 - 1º turno                                        | -                                                                        | 57’                                                                      |
| 10-08-2019                                                               | Arbil                                                                    | Giordania                                                                | 3 – 0                                                                    | Arabia Saudita                                                           | WAFF Championship 2019 - 1º turno                                        | 1                                                                        |                                                                          |
| 30-08-2019                                                               | Kuala Lumpur                                                             | Malaysia                                                                 | 0 – 1                                                                    | Giordania                                                                | Amichevole                                                               | 1                                                                        | cap. 69’                                                                 |
| Totale                                                                   |                                                                          | Presenze                                                                 | 10                                                                       |                                                                          | Reti                                                                     | 2                                                                        |                                                                          |